# Liacarus detosus
Liacarus detosus är en kvalsterart som beskrevs av Tyler A. Woolley 1968. Liacarus detosus ingår i släktet Liacarus och familjen Liacaridae. Inga underarter finns listade i Catalogue of Life.